# Économie du Royaume-Uni
En 2023, le Royaume-Uni est la sixième puissance économique mondiale, avec un produit intérieur brut de 3 332 milliards de dollars. Il se situe derrière les États-Unis, la Chine, l'Allemagne, le Japon et l'Inde.
Depuis les réformes économiques, inspirées du libéralisme économique, mises en place dans les années 1980 (avec Margaret Thatcher comme Premier ministre), le Royaume-Uni est revenu à l’économie de marché. « Homme malade » de l’Europe en 1979, le pays est pendant longtemps une économie prospère, caractérisée par un niveau élevé de PIB par habitant.
Au troisième trimestre 2008, l'économie britannique est entrée en récession, celle-ci est due à la crise des subprimes qui démarra durant l'été 2007 aux États-Unis et qui se transforma en crise financière puis économique mondiale en 2008.
Ancien membre de l’Union européenne (1973-2020), le Royaume-Uni n’a pas adhéré à la monnaie unique européenne, l’euro. Les relations économiques sont traditionnellement fortes avec les États-Unis et les pays du Commonwealth.
La force du pays tient en partie à ses banques solides, et à sa place financière, la City, qui est avec Wall Street l’une des deux places financières les plus importantes au monde. Cette puissance économique présente toutefois certains signes de fragilité : le déficit de la balance des paiements, en raison notamment de l'épuisement relatif des ressources pétrolières, s'est fortement détérioré, les dettes publiques et privées se situent à des niveaux élevés.
Dès 2022, l'économie britannique est confrontée à une crise inédite. Marqué notamment par les conséquences du Brexit, de la pandémie de COVID-19 et par la crise énergétique mondiale, le pays connaît une inflation record de 11% (la plus élevée depuis près de 40 ans), une crise sociale et une augmentation du coût de la vie,.
Le Royaume-Uni connait, en 2017, les inégalités de revenus les plus élevées des pays de l’OCDE et les disparités régionales les plus fortes d’Europe.

## Historique

### Jusqu'en 1945

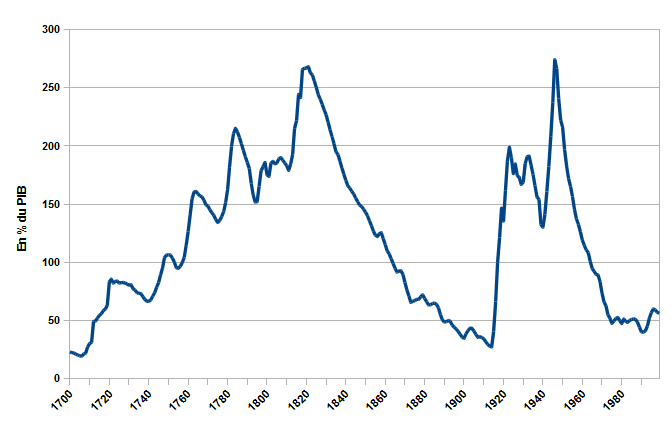
Évolutions de la dette publique du Royaume-Uni depuis 1700

Au XVIIIe siècle, la Grande-Bretagne qui s'affirme comme l'une des grandes puissances européennes accroît considérablement sa dette. Au début de la révolution financière britannique, entre 1688 et 1702, elle est ainsi passée de un à 16,4 millions de livres. Entre 1702 et 1714, elle triple pour atteindre 48 millions de sterling et, en 1766, elle atteint 133 millions de sterling. Toutefois, elle a su mettre en place un système d'endettement moderne et efficace qui lui permet d'emprunter sans délai et à des taux d'intérêt faibles. Ce système favorise en outre l'expansionnisme militaire de la couronne britannique, en particulier face à l'État français.
Le niveau d'endettement est monté graduellement avec les différentes guerres : 160 % du PIB après la guerre de Sept Ans qui vit la victoire du Royaume-Uni sur la France, 215 % du PIB après la guerre d'indépendance des États-Unis, 270 % après les guerres napoléoniennes et la victoire de Waterloo.
Ensuite, la dette est descendue graduellement jusqu'à un niveau de 30 % du PIB à la veille de la première guerre mondiale. Le niveau d'endettement est alors remonté rapidement : 200 % après la première guerre mondiale et 270 % après la Deuxième Guerre mondiale.
La révolution industrielle débuta en Grande-Bretagne vers 1780 et en 1825, pour la première fois dans l'Histoire, la valeur ajoutée industrielle d'un pays dépasse celle de son agriculture. Jusqu'au milieu du XIXe siècle, l'économie britannique se développe dans un cadre fortement protectionniste. En 1846, les lois sur le blé sont abrogées. D'après l'historien de l’économie Charles Kindleberger, l’abrogation de ces lois était motivée par un « impérialisme libre-échangiste » destiné à « stopper les progrès de l’industrialisation du continent en y élargissant le marché des produits agricoles et des matières premières ». C’est aussi argumentation soutenue à l’époque les principaux porte-parole de l’Anti-Corn Law League. Pour l’économiste allemand Friedrich List, « les prêches britanniques en faveur du libre-échange faisaient penser à celui qui, parvenu au sommet d’un édifice, renvoie l’échelle à terre d’un coup de pied afin d’empêcher les autres de le rejoindre ».
L'universitaire Philip S. Golub évoque, au sujet des relations entre l’État et le capital à l'apogée de l'Empire britannique, une symbiose : « lorsque leurs objectifs respectifs de maximalisation du pouvoir et de la richesse furent fonctionnellement liés. Une telle convergence d’intérêts conduisit le gouvernement britannique à travailler pour le capital (par la force ou par la menace, si besoin, comme en Amérique latine, en Chine et en Égypte). Elle amena les investisseurs privés à se plier souplement aux impératifs stratégiques de l’État impérial lorsque la situation mondiale l'exigeait par exemple dans le cas de la Russie, où on fit comprendre aux investisseurs que l'équilibre des forces en Europe l'emportait sur le profit. »

### De 1945 à 1973
À la fin de la Seconde Guerre mondiale, la situation économique du Royaume-Uni est désastreuse. La dette extérieure est quinze fois supérieure aux réserves d'or et de devises, tandis que les exportations n'atteignent pas 30 % du niveau d'avant-guerre. Le pays fait face dans les années d'après-guerre à des problèmes économiques chroniques : la pression sur la monnaie, une balance des paiements déficitaire, l’inflation et les difficultés du secteur industriel. Le Royaume-Uni fait alors figure d’« homme malade de l’Europe ». Pendant la crise économique mondiale des années 1970, ces problèmes deviennent critiques : le chômage frappe plus d’un million de personnes, la productivité est en baisse, de même que les salaires, et la livre est au plus bas. En juillet 1975, le gouvernement prend des mesures anti-inflationnistes draconiennes, soutenues à la fois par les entreprises et les syndicats, qui parviennent à contenir la hausse des salaires et de l’inflation[réf. nécessaire]. Toutefois, le gouvernement britannique fait deux demandes de prêt auprès du FMI à la fin 1975. En décembre 1976, alors que les marchés ont perdu confiance dans la livre sterling, le chancelier de l'Échiquier, Denis Healey, annonce une série de coupes dans les dépenses publiques (pour un total de 2,5 milliards de livres) en contrepartie d'un prêt du Fonds monétaire international de 3,9 milliards de dollars. Cette annonce est vécue comme un traumatisme dans le pays. Il s'agit alors du prêt le plus important jamais consenti par le FMI, qui requiert un apport de fonds supplémentaire des États-Unis et de l'Allemagne.

### De 1973 à 1997
En 1973, le Royaume-Uni entre dans la CEE — ancêtre de l'Union européenne.
Trois ans après, c'est la crise de la livre sterling de 1976. Par la suite, les revenus générés par le début de l'exploitation du pétrole de la mer du Nord permettent une amélioration de la balance des paiements à partir de la fin des années 1970. Depuis 1979, les politiques économiques gouvernementales (gouvernements de Margaret Thatcher) sont tournées vers l'encouragement du secteur privé et le contrôle des dépenses publiques. Le maintien de l’inflation à un niveau bas est l'objectif prioritaire du gouvernement, mais au prix d’un taux de chômage élevé. Au milieu des années 1970, les chômeurs étaient plus de trois millions, et 2,6 millions une décennie plus tard. Les chiffres du chômage continuent à baisser au cours des années suivantes, passant de 11,2 % en 1984 à 6,4 % en 1996, pour atteindre 4,5 % en 1998, soit un million de personnes. Toutefois, un grand nombre de bénéficiaires de prestations sociales, non chômeurs, ne participent pas à la production. En effet, selon l'OCDE,« l'amélioration de la productivité passe par un retour des bénéficiaires de prestations d'incapacité (soit environ 2,7 millions de personnes non comptabilisées dans les chiffres du chômage) sur le marché du travail. »
Les secteurs les plus importants, comme les transports, les communications, l’acier, le pétrole, le charbon, le gaz et l’électricité, nationalisés par les Travaillistes dans les années 1940, ont été privatisés par les gouvernements conservateurs au cours des années 1980 et 1990. Le déficit budgétaire annuel du début des années 1990 représentait 1,1 % du PIB. Depuis, il s'est aggravé et représente par exemple, sur l'année fiscale 2004-2005 achevée fin mars 2005, 3,2 %. Début 2006, la Commission européenne a demandé la correction du déficit excessif du Royaume-Uni. En 2011, le déficit budgétaire annuel représentait 8,3 % du PIB. En 2022, il s’établit à 127,9 milliards de livres sterling, soit 1,1 % du PIB. La dette nette du secteur public britannique s'éleve à 2567,2 milliards de livres sterling à fin mai 2023, soit 100,1 % du PIB.
Les accidents ferroviaires se sont multipliés depuis la privatisation du réseau. L’enquête relative au déraillement de Hatfield (4 morts et 70 blessés en octobre 2000) a permis de comprendre que les gestionnaires privés investissaient très peu dans la sécurité et l'entretien des lignes, l’ensemble de ces dernières étant désormais en mauvais état. L’entreprise a dû remplacer les rails défectueux ; pour cela, elle a demandé des subventions au gouvernement qui ont été partiellement utilisées pour verser des dividendes aux actionnaires.

### Période travailliste de 1997 à 2010

PIB par habitant en 2011 (ONU) :
Royaume-Uni (38 918 $)
PIB par habitant supérieur à celui du Royaume-Uni
PIB par habitant inférieur à celui du Royaume-Uni

Après deux décennies de libéralisation à marche forcée de l'économie britannique, le gouvernement de Tony Blair n’a pas remis en question les réformes passées, mais a rajouté quelques mécanismes de régulation sociale. En mars 1998, la Chambre des communes a donné son accord pour l’instauration d'un salaire minimum, entré en vigueur en avril 1999, et dont le niveau est fixé par la Low Pay Commission, indépendante du pouvoir politique de façon à éviter les augmentations électoralistes trop fortes qui feraient que les travailleurs non qualifiés soient exclus du marché du travail. Au 29 mars 2007, le salaire minimum anglais est de 7,96 euros par heure. Avec la crise de 2008, de nombreuses entreprises privées s'effondrent et entrainent avec elles une partie de l’économie nationale. En conséquence, le gouvernement britannique dépense plus de 1 000 milliards de livres sterling pour renflouer les banques privées.

### Évolution avant le Brexit
Le chômage est officiellement à un taux de 8 % en 2011 . On estime entre 500 000 et 1 million le nombre de travailleurs clandestins. Cependant les chômeurs non-pris en compte dans les statistiques (inaptes au travail) représentent une part plus importante que dans les autres pays.
Les inégalités de revenu sont plus fortes que la moyenne des pays de l’OCDE (indice Gini de 0,36 en 2000). Selon l’OCDE, le taux de pauvreté à 50 % du revenu médian en 2000 était de 11,4 % au Royaume-Uni. Le New Policy Institute recense en 2004 environ 8 millions de personnes vivant avec moins de 50 % du revenu médian, soit environ 13 % de la population britannique, et 12 millions vivant avec moins de 60 % de ce revenu, soit environ 23 % de la population du pays[réf. nécessaire]. Le déclin des syndicats aurait entrainé une hausse de 15 % des écarts de salaire dans les années 1980 et 1990.
Fin 2013, alors que la croissance du Royaume-Uni remonte de façon significative (1,4 %), que le chômage diminue (pour chaque poste supprimé dans le secteur public, trois ont été créés dans le privé) et que le déficit se réduit, le chancelier de l'Échiquier George Osborne se félicite du succès de la politique d'austérité menée par le gouvernement de David Cameron depuis trois ans. Il annonce en outre 3,6 milliards de nouvelles coupes budgétaires d'ici 2014, atteignant le niveau de dépense publique le plus bas depuis l'après-Seconde Guerre mondiale, et que l'âge de départ à la retraite sera repoussé à 68 ans dans les années 2030 et 69 ans dans les années 2040. En outre, les futures dépenses d'aide sociale seront plafonnées chaque année.
Le secteur privé sollicite fortement l’État afin qu'il le subventionne dans le domaine de la recherche et du développement. Ces subventions s’élèvent à 10 milliards de livres sterling par an, un chiffre en augmentation constante.
Dans les années 2010, la forte détérioration du service ferroviaire depuis sa privatisation pose la question de sa renationalisation dans le débat public. La situation s'est particulièrement dégradée dans le sud de l’Angleterre où 80 % des trains arrivent en retard. Par ailleurs, les Britanniques dépenseraient six fois plus que les Français pour se rendre sur leur lieu de travail, soit 14 % de leurs dépenses mensuelles en moyenne, tandis que les couteuses subventions publiques délivrées au secteur privé ne permettraient pas à ce dernier de gagner en efficacité. Selon les chiffres du ministère britannique des Transports, les prix du train ont augmenté de plus de 23 % depuis la privatisation. En 2017, deux Britanniques sur trois se prononcent en faveur d'une renationalisation complète.
Le rapport 2018 de la Fondation Walk Free fait état de plus de 136 000 personnes vivant dans l'esclavage au Royaume-Uni.
La pandémie de Coronavirus conduit à des chutes massives du PIB au printemps 2020. Au total, en 2020, la dette s'alourdit de 316 milliards de livres, à 2 115 milliards soit 98 % du PIB, un record sur les 60 dernières années qui constitue un risque important en cas de remontée de l'inflation et des taux d'intérêt. Le seuil symbolique des 100% est franchi en 2023.

### Brexit (2020) et crise énergétique de 2022
La sortie du Royaume-Uni de l'Union européenne en 2020 a eu des effets négatifs sur certains pans de l'économie britannique: ainsi, les coûts fixes des exportations vers l'UE ont augmenté pour les petites entreprises, les nouvelles règles douanières et administratives ont entraîné une perturbation des chaînes d'approvisionnement, le pays a connu également des pénuries de main d'œuvre dans certains secteurs, qui employaient beaucoup de travailleurs européens auparavant et qui ont été exacerbées en raison des restrictions d'accès au marché du travail britannique (médecins, saisonniers agricoles, chauffeurs routiers, employés du domaine de l'hôtellerie).
Dès 2022, marqué notamment par les conséquences du Brexit, de la pandémie de COVID-19 et par la crise énergétique mondiale, le pays connaît une inflation record de 11% (la plus élevée depuis près de 40 ans), et une augmentation du coût de la vie,. La dépendance du Royaume-Uni de l’étranger pour les produits alimentaires, les biens industriels et l’énergie a rendu le pays vulnérable face à l'inflation. Selon une étude de PWC, le salaire moyen britannique en 2023 devrait retomber à son niveau de 2006.
Cette situation engendre une crise sociale, les conflits sociaux et les grèves se multipliant. Selon une projection, il pourrait y avoir dans l'avenir jusqu'à 14 millions de personnes vivant dans la pauvreté absolue au Royaume-Uni.
L'augmentation de la pauvreté et le recul de l’État-providence sont cependant antérieurs au Brexit. Sarah Marie Hall, maître de conférences en géographie sociale, estime que parler « d’une "crise du coût de la vie" comme d’une crise émergente, nouvelle et incontrôlable, atténue la responsabilité du gouvernement qui, depuis 12 ans, a mis en place des mesures d’austérité ». Pour certains économistes, la crise économique britannique n'est pas nouvelle et est une crise structurelle due au système économique construit dans les années 1980. 
Tim Harford constate début 2023 que le revenu disponible réel des ménages par habitant a à peine augmenté depuis 15 ans. Si depuis 1948, cette mesure du pouvoir d'achat a augmenté de manière fiable dans le pays, doublant tous les 30 ans et était environ deux fois plus élevé en 1978 qu'en 1948 et sur le point de doubler à nouveau en 2008, avant que la crise financière n'intervienne. En 2023, celui-ci est revenu à des niveaux d'avant la crise. Les impôts sont en hausse et se situent à plus de 37 % du revenu national. Ils sont ainsi supérieurs de quatre points de pourcentage à ce qu'ils ont eu tendance à être au cours des quatre dernières décennies. Pourtant, ces impôts élevés ne contribuent en rien à améliorer les services publics, qui sont constamment sous pression depuis plus d'une décennie et qui voient notamment un « effondrement total des soins de santé d'urgence ». Pour Harford, une faible croissance a pour conséquence d’exercer une pression sur les accords salariaux du secteur public. D'une manière concomitante, la dette est élevée, le déficit permanent et les paiements d'intérêts sur la dette publique ont atteint des niveaux jamais vus depuis le début des années 1980. Cette situation se produit alors que le pays n'est pas dans une profonde récession et que le niveau de chômage est au plus bas.
En juin 2025, dans un contexte de coûts énergétiques parmi les plus élevés au monde, les prix de l'électricité étant notamment « deux fois plus élevés que la moyenne européenne pour les entreprises à consommation intense », poussant à la désindustrialisation, le gouvernement déclare vouloir baisser les taxes sur l'énergie afin de freiner l'exode industriel. Lorsqu'il sera effectif en 2027, le « programme de compétitivité industrielle » devrait permettre à environ 7 000 entreprises de bénéficier de jusqu'à 25 % de réduction de leur facture énergétique.

## Structure économique

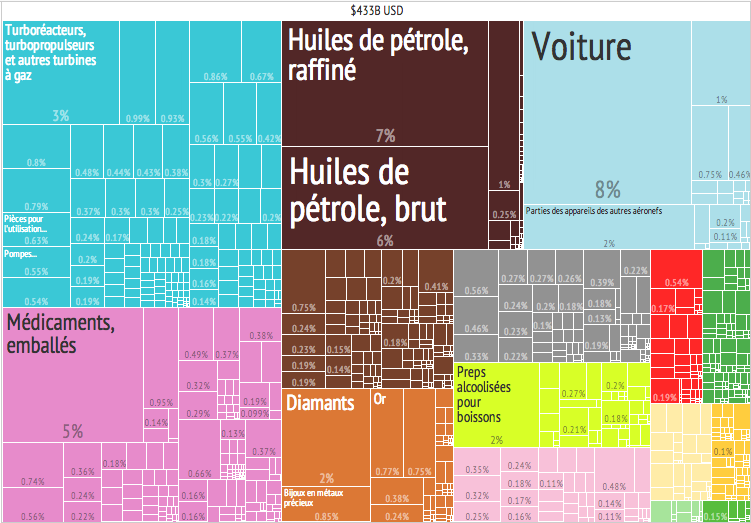
Exportations britanniques par produit en 2012.

L'économie britannique repose essentiellement sur le secteur tertiaire, qui représentent environ 73 % du PIB[réf. souhaitée], et notamment sur un fort secteur financier (grâce à la City). En 2010, le secteur industriel représente 17,3 % du PIB et occupe 18,2 % de la population active. L'industrie a connu des fermetures d’usines (faillite de Rover, fermeture d’une usine de Jaguar et de l'usine Peugeot - Citroën Ryton…) mais aussi des créations d'emploi.
La part du revenu captée par les 1 % les plus riches a doublé ces trente dernières années, passant d’environ 4 % à plus de 8,5 % du produit intérieur brut (PIB) en 2018.
En 2018 le gouvernement renationalise des services qui avaient été laissés au secteur privé ; c'est notamment le cas d'une prison réputée pour être la plus violente du pays et d'une société ferroviaire peu rentable.

### Emploi et productivité
La productivité du travail est plus faible au Royaume-Uni que dans les autres pays de l’Union européenne. La raison est essentiellement que le taux d'emploi est très élevé : les individus les moins productifs participent au marché du travail, ce qui diminue donc le niveau moyen de la productivité.
Le taux d'emploi (proportion de la population en âge de travailler qui a effectivement un emploi) est de 72,6 % en 2005, contre seulement 65,2 % en moyenne dans l’UE-15 et 62,3 % en France.
Près d'un million de salariés britanniques sont soumis à un contrat de travail à « zéro heure ». Ces employés n’ont aucune heure de travail garantie et sont souvent appelés au dernier moment pour répondre à la demande, afin de permettre aux employeurs de disposer d'une main d’œuvre très flexible et de réduire leurs coûts. Pour ces travailleurs, le statut précaire peut rendre la vie quotidienne très difficile. Louer un logement, contracter un emprunt ou même obtenir un forfait de téléphone portable est souvent très compliqué, faute de pouvoir justifier d’un revenu régulier.
Les syndicats sont opposés à cette forme de contrats. Pour le Trades Union Congress : « Les contrats à zéro heure peuvent être un rêve pour les employeurs qui cherchent à réduire les coûts. Mais ils peuvent être un cauchemar pour les travailleurs. Bien des gens en contrats zéro heure sont dans l’impossibilité de faire des plans pour l’avenir et luttent constamment pour payer leurs factures et avoir une vie de famille décente. La prétendue « flexibilité » qu’offrent ces contrats est beaucoup trop unilatérale. Des personnes sans salaire garanti ont beaucoup moins de pouvoir pour se dresser dans la défense de leurs droits et se sentent souvent effrayées de perdre des appels au travail s’ils perdent la faveur de leur employeur. »
Outre les contrats « zéro heure », plus de sept millions de Britanniques travaillent sous un statut très flexible. Et pour ceux ayant obtenu un contrat de longue durée, les licenciements sont relativement faciles et les indemnisations minimales assez faibles.

### Inégalités et pauvreté
Une étude publiée en décembre 2019 par l’association The Equality Trust révèle qu'en additionnant la fortune des cinq familles les plus riches du Royaume-Uni - pour un total de 46 milliards d'euros -, on obtient la somme détenue par les 13 millions de personnes les plus pauvres du pays. Plus largement, les 1 % de Britanniques les plus riches possèdent autant d'argent à eux seuls que 80 % de la population totale.
Entre 2017 et 2018, le taux de pauvreté dans le pays est passé de 22,1 % à 23,2 %, ce qui représente la plus forte augmentation depuis 1988. La hausse de l’inflation et les coupes budgétaires décidées en 2015 par le gouvernement conservateur, notamment dans les allocations familiales ainsi que dans les allocations logement, en seraient les causes principales. Quatre millions de Britanniques n'ont pour vivre pas même la moitié de la somme sous laquelle est atteint le seuil de pauvreté, et 1,5 million ne peuvent pas se payer des produits de première nécessité.

## Forces et fragilités de l'économie britannique

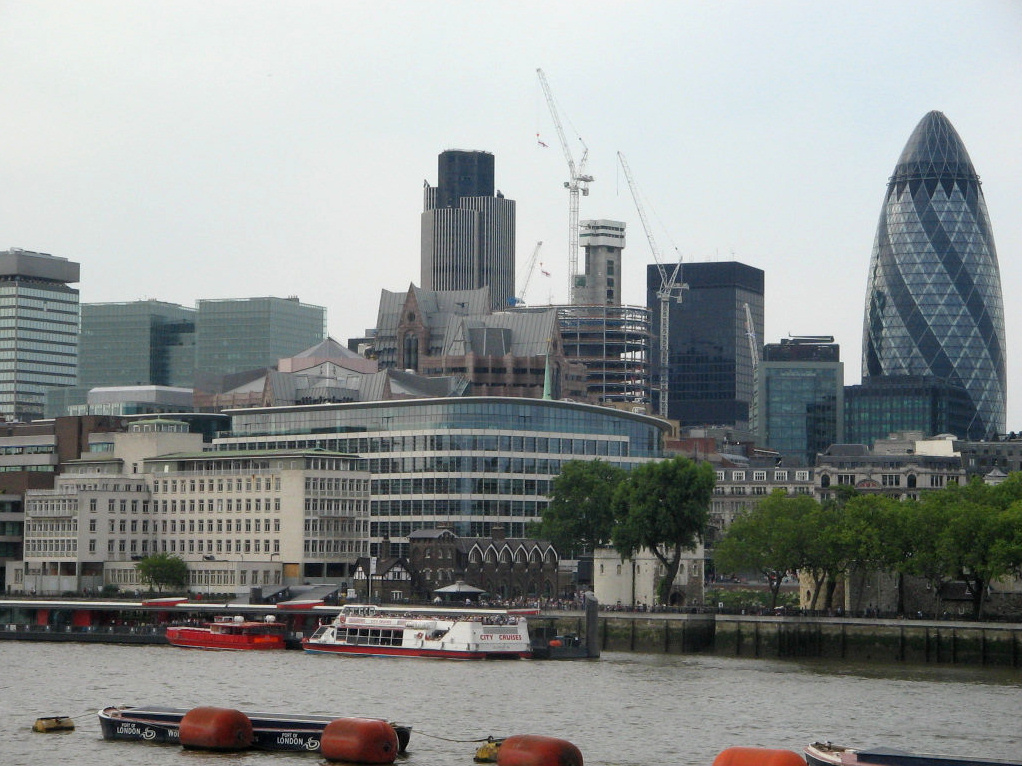
Vue sur la Cité de Londres, cœur financier du pays, où les gratte-ciel continuent de se construire.

### Le système bancaire
Le système bancaire britannique jouit de sa position à côté de l'euro : il en bénéficie sans être dedans.
- Par exemple, comme le dollar US, la livre sterling profite actuellement (2006) des taux plus faibles de l'euro qui rendent intéressants, par comparaison, les placements en monnaie britannique mieux rémunérés.
- De même, les autorités britanniques n'ont pas les mêmes contraintes que celles des pays ayant adopté l'euro, soumis à des contraintes plus coercitives de la part de UE, notamment sur les déficits publics.

De plus, le système bancaire britannique ne reflète pas l'ensemble de la politique monétaire du Royaume-Uni. La Banque d'Angleterre (BoE) est un organisme indépendant, organisé par le financial services authority (FSA).
Le système bancaire britannique bénéficie également de l'essor de la consommation intérieure puisque c'est lui qui la finance et que de plus en plus les nouveaux prêts aux particuliers sont destinés au refinancement de leur dette (actuellement environ 30 %)[réf. nécessaire]. Mais les conditions de ce développement des financements vers les particuliers fragilisent le système bancaire, notamment par la situation d'endettement élevé des ménages britanniques, avec des durées de plus en plus longues, et le risque d'un crash de la bulle immobilière. En septembre 2007, à la suite de la ruée bancaire devant les succursales de la banque britannique Northern Rock, le Daily Telegraph fustige le premier ministre Gordon Brown :  
« Gordon Brown doit accepter la responsabilité de cette bulle (immobilière, ndlr). Pendant les dix ans qu'il a passées au ministère des Finances, il a été content de profiter d'une fausse prospérité fondée, non pas sur une hausse de la productivité mais des prix de l'immobilier ».
Au-delà du système financier, cet endettement qui a soutenu la croissance risque d'être désormais un frein à la consommation des ménages. Ils devront faire face à une dette croissante (plus de revenus consommés par les frais financiers) et à la dégradation de leur note de crédit (conditions d'emprunt plus difficiles).

#### La consommation des ménages dopée par le crédit
La consommation des ménages est dopée par le crédit, ce qui suscite des craintes sur la croissance économique. La dette brute des ménages représente 168 % de leurs revenus.
Le crédit est en effet favorisé : ainsi, les banques ne demandent pas le moindre apport personnel pour un emprunt immobilier[réf. nécessaire], ce qui a provoqué en huit ans une hausse de 90 % du prix de la pierre. La plupart des prêts étant conclus à taux variables[réf. souhaitée], les ménages britanniques sont exposés au risque de taux.
Cette course à la consommation via l'endettement cause ainsi une hausse record des déclarations de faillite personnelles : 38 000 pour l'année fiscale 2004, soit 30 % d'augmentation en un an, après une hausse de 30 % déjà en 2003. Le nombre de faillites personnelles a encore bondi de 63 % en 2006, avec 110 000 cas. Sur l'exercice 2006-2007, 1,7 million de personnes ont demandé de l'aide à Citizens Advice, un organisme caritatif offrant des conseils en matière de dette. Cet endettement commence en 2006[réf. souhaitée] à freiner la consommation, puisque 20 % des dépenses des ménages britanniques servent à rembourser leurs dettes.

### L'épuisement de la production pétrolière
Le pic pétrolier au Royaume-Uni a été atteint probablement à la fin des années 1990 ou au début des années 2000. Entre 1980 et 2005, les autorités ont revu ainsi leurs réserves pétrolières de 2 300 millions de tonnes à 1 267. Par ailleurs, la compagnie pétrolière BP indique que la production de pétrole du Royaume-Uni est passée de 2,909 millions de barils quotidiens (Mbq) en 1999 à 1,636 Mbq en 2006, soit une baisse de plus de 40 % en 7 ans.
Dans ce contexte, après plus de dix ans, le Royaume-Uni est redevenu importateur net d’énergie à partir de 2004, avec pour conséquences un impact sur la balance commerciale et sur les rentrées fiscales.

### Une dégradation des échanges commerciaux
Les échanges de biens affichent en 2006 un déficit de 126 milliards d'euros, contre 103 milliards d'euros en 2005. En incluant les services, le déficit commercial du Royaume-Uni s’établit à 84 milliards d'euros en 2006, contre 67 milliards en 2005. La balance commerciale quasi stable avec les partenaires européens s’est dégradée surtout en dehors de l’Europe particulièrement en raison des échanges de pétrole.

### Finances publiques

#### La dette et le budget
Sur l'année civile 2006, la dette publique du Royaume-Uni s'établit à 571 milliards de livres, soit 43,2 % du produit intérieur brut, ce qui est tout à fait conforme aux souhaits européens (< 60 %) et bien moindre que celles constatées dans d'autres grands pays européens (Allemagne, France ou Italie). Toutefois, sans atteindre le point haut de 1996 (51,8 % du PIB), la dette a progressé depuis le point bas de 2002 (37,9 % du PIB), et ce en raison d’une augmentation des dépenses publiques et d’un policy-mix lié à une conjoncture en creux de cycle. L'OCDE indique de son côté une progression en montant de 45 % entre 2001 et 2006,
Sur l’exercice fiscal 2006/2007, le déficit du Royaume-Uni s’élève à 36,7 milliards de livres, soit 2,7 % du PIB, contre 3,2 % du PIB pour 2005/2006.
Fin septembre 2009, la dette publique du Royaume-Uni est annoncée à 800 milliards de livres, soit 57,5 % du PIB. Depuis cette date la dette a littéralement explosé atteignant fin 2011, 95 % du PIB. En 2012, les chiffres publiés ressortent à 6,3 % pour le déficit public et 90 % pour la dette. Pour l'exercice 2013-2014, le déficit s'établit à 5,9 % du PIB.

### Inflation
Pour lutter contre la croissance très rapide de l'endettement, le Royaume-Uni semble avoir choisi une politique de monétisation de la dette. Ainsi le record d'encours de dette publique détenue une banque centrale est au Royaume uni : 15 %, fin 2011. Corrélativement l'inflation est à son plus haut niveau 4,5 %, fin 2011. Cette politique serait impossible dans la zone Euro, car l'article 123 du traité de Lisbonne interdit l'achat de dette publique par la Banque centrale européenne ou une banque centrale de la zone.

### Salaires
Entre 2007 et 2015, le Royaume-Uni a enregistré la plus forte baisse des salaires réels (ajustée en fonction de l'inflation) de tous les pays avancés, à égalité avec la Grèce (- 10,4 %).
En 2009, environ trois millions quatre cent mille travailleurs britanniques gagnaient moins que le salaire de subsistance, soit 7,20 livres sterling l’heure. En 2012, ce chiffre atteint quatre millions huit cent mille.
En 2018, une étude des autorités britanniques révèle que la rémunération des femmes dans le secteur privé est de 12 % inférieure à celle des hommes. Près de 80 % des entreprises sont concernées.

### Système de retraite
Le revenu des retraités est constitué d'une partie de pension reversée par l'État et d'une partie par le secteur privé..Monika Queisser, cheffe de la division des politiques sociales de l'OCDE, relève que ce système est « plus proche d'un système Beveridge, avec une retraite de base assez basse complétée par des retraites issues des entreprises ou branches collectives. Ce système s'est de plus en plus transformé en système de cotisation individualiste, où chacun épargne pour soi-même ».
Les salariés ayant cotisé à taux plein touchent de l’État un taux de remplacement de 28 % (montant de la première pension en comparaison du dernier salaire) , mais une majorité bénéficie d'une retraite privée, auprès d'un fonds de pension ou auprès de leur entreprise, dont le montant peut varier en fonction de la santé de l'économie, ou de celle de l'entreprise. Le Royaume-Uni est ainsi le pays où les personnes âgées souffrent du taux de pauvreté le plus élevé d'Europe.

### Corruption
La criminalité en col blanc tend à s'accroitre. En 2013, les seules fraudes fiscales représentent 125 milliards de dollars.

## Rôle et poids des administrations publiques
Le montant total des prélèvements obligatoires et des dépenses publiques est faible, en pourcentage du Produit national brut (PNB).
| Année fiscale | ratio prélèvements sur PNB[réf. nécessaire] | Dette publique sur PNB[réf. nécessaire] |
| ------------- | ------------------------------------------- | --------------------------------------- |
| 1975/6        | 54 %                                        | 43 %                                    |
| 1985/6        | 44 %                                        | 43 %                                    |
| 1995/6        | 43 %                                        | 38 %                                    |
| 2005/6        | 36 %                                        | 40 %                                    |